# Сазонов Олександр Геннадійович
Олександр Геннадійович Сазонов (рос. Александр Геннадьевич Сазонов; 29 листопада 1980, м. Омськ, СРСР) — російський хокеїст, захисник. Майстер спорту міжнародного класу.

## З життєпису
Вихованець хокейної школи «Авангард» (Омськ), тренер — В. Зиков. Виступав за «Авангард» (Омськ), «Кристал» (Саратов), «Мечел» (Челябінськ), «Мостовик» (Курган), «Трактор» (Челябінськ), «Нафтохімік» (Нижньокамськ), «Витязь» (Чехов), «Автомобіліст» (Єкатеринбург), «Рубін» (Тюмень).
Освіта — вища. Закінчив Південно-Уральський інститут управління і економіки.
Дружина — Олена. Сини — Микита (1998 р.н.) і Артем (2005).
Досягнення
- Чемпіон Росії у Вищій лізі (2006).